# 최옥규
최옥규(1953년 7월 17일~)은 롯데 자이언츠에서 뛰었던 전 야구선수다. 등번호는 27번이었다. 농협 야구단을 거쳐 KBO리그가 출범하자 롯데 자이언츠에 입단했다. 1982년 3월 28일 해태 타이거즈 전에서 3이닝 1실점을 기록하며 KBO 역사상 최초의 세이브의 주인공이 되었다. 그러나 어깨 부상의 여파로 그 해 13경기 2패 1세이브 평균자책점 4.91을 기록한 채 은퇴했다. 현재 요식업, 건설업에 종사하고 있으며 한때 연세대 진학설이 있었으나 갑작스럽게 고려대로 방향을 돌렸다.

## 출신 학교
- 부산중학교
- 개성고등학교
- 고려대학교

## 같이 보기
- 1982년 롯데 자이언츠 시즌